# Szóstak Ludu Płacz
Szóstak „Ludu Płacz” – szóstak bity z inicjatywy podskarbiego wielkiego litewskiego Ludwika Pocieja w okresie wojny domowej pomiędzy stronnikami Augusta II i Stanisława Leszczyńskiego, w celu opłacenia żołdu stronników Sasa operujących na terenie Wielkiego Księstwa Litewskiego.
Żołd wypłacony szóstakami „Ludu Płacz” okazał się bezwartościowy po wygranej Stanisława Leszczyńskiego – monety zostały zdelegalizowane (wywołane z obiegu).
Szydercza nazwa „Ludu Płacz” pojawiła się w okresie późniejszym z powodu sygnowania monet inicjałami LP (od Ludwika Pocieja).
Status prawny szóstaków od początku budził wątpliwości, między innymi dlatego, że uwidoczniony na nich August II był już w momencie bicia po abdykacji. Monety były więc nielegalne i to niezależnie od faktu, że po powrocie na tron Augusta II w 1709 r.uznano je za zgodne z prawem.
Jeszcze w opracowaniach XX w. przypisywano wyprodukowanie tych monet rzekomej mennicy grodzieńskiej, podobnie jak w przypadku talara targowickiego, jednak na początku XXI w. bez jakichkolwiek wątpliwości jako miejsce bicia podawana jest Moskwa, Mennica Admiralicji (Kadaszewska).